# Шершньова Олена Леонідівна
Олена Леонідівна Шершньова (до шлюбу Кір'янова; нар. 13 вересня 1988, Київ) — українська психологиня, психотерапевтка, PhD. Авторка та ведуча проєктів «Психологічна оборона» на хвилі «Авторадіо Україна», «Ми поруч» на «Радіо П'ятниця», «Секрети психолога» на телеканалі «LIVE». Експертка телемарафону «Єдині новини», телеканалів «1+1», «Київ», «Ми — Україна».

## Біографія
Народилася 13 вересня 1988 р. у м. Києві. Батько — Кір'янов Леонід Васильович. Мати — Кір'янова Наталія Василівна. Має двох старших сестер — Ірину і Тетяну. Під час навчання в 10-му класі почала захоплюватися історією, відшукала останнього головнокомандувача УПА Василя Кука та взяла у нього інтерв'ю. Матеріал опублікувало видання «Народне слово». З того часу почала співпрацювати зі ЗМІ. По закінченню школи вступила до Інститут журналістики КНУ ім. Тараса Шевченка та продовжила роботу в медіа.
У 2013 році захистила кандидатську дисертацію з історії, отримавши ступінь PhD. Тоді ж почала вивчати психологію у психосоматологині Тетяни Калашник. У 2017 вступила на другу вищу освіту за спеціальністю «психологія» до КНУ ім. Тараса Шевченка. Пройшла 4-річне навчання в Вісбаденській академії позитивної та транскультурної психотерапії та здобула сертифікацію «психотерапевт». Паралельно підвищувала кваліфікацію психолога на курсах «Основи травмотерапії», «Основи когнітивно-поведінкової терапії», «Психіатрія для психологів», «Робота з ПТСР під час війни» та ін. Навчалася на авторському курсі у засновника школи екзистенційної психології, професора Стенфордського університету Ірвіна Ялома.
З перших днів повномасштабного вторгнення знаходилася в Києві: провадила волонтерську діяльність, брала участь у загальнонаціональному телемарафоні «Єдині новини», працювала з постраждалими. Зокрема з підлітком, що вів щоденник в окупації, опублікований потім у «The Wall Street Journal».
У 2023 році була відзначена нагородою «Лавр незламності Українців» за відданість своїй країні, дієвий патріотизм, активну громадську позицію та вагомий внесок у підтримку ЗСУ. 
У 2024 стала лауреаткою Національної премії «Найкраща українка в професії 2024», перемігши в номінації «Психолог».

## Освіта
- 2011 КНУ ім. Тараса Шевченка, магістр журналістики
- 2019 КНУ ім. Тараса Шевченка, магістр психології
- 2021 Вісбаденська академія позитивної та транскультурної психотерапії, психотерапевт

## Сім'я
З 2006 по 2009 та з 2012 по 2013 була одружена з музикантом Євгеном Тріпловим
З 2017 перебуває у шлюбі з адвокатом Павлом Шершньовим.
Має сина Леоніда (нар. 2018)